# Heinrich von Gossler

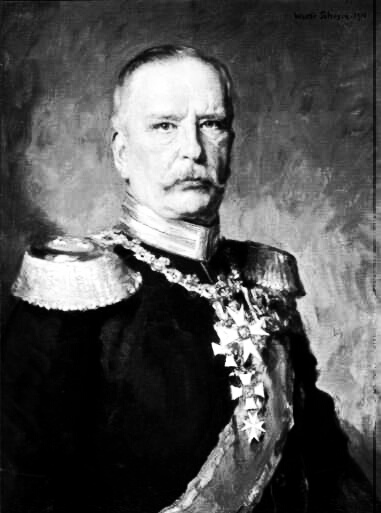
Heinrich von Goßler

Heinrich Wilhelm Martin von Goßler (29 de septiembre de 1841, en Weißenfels, Provincia de Sajonia  - 10 de enero de 1927, en Berlín-Wilmersdorf) fue un General de Infantería prusiano y Ministro de Guerra. Fue Caballero de Justicia (Rechtsritter) de la Orden de San Juan.

## Familia
Descendía de una familia que probablemente era originaria de Gosel en el Egerland y que emigró a Gürth (ahora Bad Brambach) antes de 1630. Era el hijo de Karl Gustav von Goßler (1810-1885), el Kanzler (en este caso, ministro provincial de justicia) de la provincia de Prusia Oriental, consejero legal de la corona y Presidente del Oberlandesgericht en Königsberg, y de Sophie von Mühler (1816-1877), quien era la hija del Ministro prusiano de Justicia Heinrich Gottlob von Mühler (1780-1857). Este matrimonio produjo cuatro hijos: El Ministro de Estado prusiano y Oberpräsident de la provincia de Prusia Occidental, Gustav (1838-1902); el Ministro de Guerra prusiano y General de Infantería, Heinrich (1841-1927); el General de Infantería prusiano, Konrad (1848-1933); y el Teniente General prusiano, Wilhelm von Goßler (1850-1928).
El 31 de agosto de 1872, Gossler contrajo matrimonio con Emma von Sperber (14 de noviembre de 1848 - 3 de octubre de 1914), la hija del terrateniente Eugen von Sperber, y de Emilie Donalitius.

## Carrera militar
Goßler se unió al 1.º Regimiento de Infantería en 1860, se convirtió en Teniente Segundo en 1861 y tomó parte en la guerra austro-prusiana en 1866.
También luchó en la guerra franco-prusiana en 1870-1871, con distinción. Después de la guerra, fue asignado al Ministerio de Guerra como Capitán hasta 1875. Después comandó una compañía en el 2.º Regimiento de Granaderos hasta 1878, cuando una vez más fue trasladado al Ministerio de Guerra, al Departamento de Asuntos Militares. Aquí fue más tarde hecho miembro de la comisión de examen. En 1885 Goßler se convirtió en jefe de departamento en el Ministerio de Guerra.
Después de ser seleccionado como coronel en 1888, comandante del 3.º Regimiento de Guardia en 1889 y Mayor General y comandante de brigada en 1891, fue hecho Directo del Departamento General de Guerra en el Ministerio de Guerra en octubre de 1891 y simultáneamente, representando al Ministerio de Guerra, en miembro de la Comisión de Defensa. También fue diputado plenipotenciario en el Bundesrat, director del Reichsrayonkommission y un miembro de la comisión disciplinaria.
Goßler fue Teniente General después de 1895 y comandante de la 25.ª División en Darmstadt. El 14 de agosto de 1896 fue elegido Ministro de Guerra Prusiano, y en septiembre también fue hecho plenipotenciario prusiano en el Bundesrat. El 15 de agosto de 1903 se retiró, habiendo sido hecho General de Infantería en 1899.
| Predecesor: Walther Bronsart von Schellendorff | Ministro de Guerra Prusiano 14 de agosto de 1896 - 15 de agosto de 1903 | Sucesor: Karl von Einem |

- Datos: Q96644